# Anthomyia obscuripennis
Espèce
Synonymes
- Chelisia elegans Stein, 1920
- Nemopoda obscuripennis Bigot, 1886

Anthomyia obscuripennis est une espèce d'insectes diptères brachycères de la famille des Anthomyiidae. Elle est trouvée aux États-Unis.